# Чиснадије
Чиснадије (рум. Cisnădie, мађ. Nagydisznód) град је у Румунији, у средишњем делу државе. Чиснадије је важан град округа Сибињ.
Чиснадије је према последњем попису из 2002. имао 15.648 становника.

## Географија
Град Чиснадије налази се у јужном делу историјске историјске покрајине Трансилваније, око 10 km јужно од Сибиња, седишта округа.
Чиснадије се налази у јужној котлини Трансилваније. Јужно од града изиджу се Карпати. Надморска висина града је око 450 m.

## Становништво
У односу на попис из 2002., број становника на попису из 2011. се смањио.
| 1966.  | 1977.  | 1992.  | 2002.  | 2011.  |
| ------ | ------ | ------ | ------ | ------ |
| 14.979 | 20.135 | 17.807 | 17.204 | 14.282 |

Матични Румуни чине већину градског становништва Киснадија, а од мањина присутни су Немци и Роми. Некада већинско немачко становништво се иселило у матицу током 20. века.

## Галерија
- Утврђена црква у Киснадију
- Средишњи градски трг
- Стара саска кућа
- Градска кућа